# Песковский, Матвей Леонтьевич
Матвей Леонтьевич Песковский (1843—1903) — публицист, писатель и педагог Российской империи.

## Биография
Родился в 1843 году в Витебской губернии.
Окончил Витебскую духовную семинарию и естественное отделение физико-математического факультета Петербургского университета.
В 1873—1874 годах состоял преподавателем естествознания в «Училище для распространения сельскохозяйственных, технических и ремесленных знаний и для приготовления учителей» Вятского земства (Вятская земская учительская семинария). Некоторое время был воспитателем малолетних заключённых в Литовском замке. Был женат на двоюродной сестре Владимира Ленина, Е. И. Веретенниковой.
Умер 29 января (11 февраля) 1903 года в Санкт-Петербурге в больнице для душевнобольных на шестидесятом году жизни.

## Литературная деятельность
С 1875 года жил в Санкт-Петербурге, занимался литературно-журналистской и педагогической деятельностью. Принимал близкое участие в изданиях «Голос», «Русское обозрение», «Молва», «Порядок»; публиковал статьи в «Вестнике Европы», «Русской мысли», «Русской старине», «Русской школе», «Нови» и других, где нередко писал о тюремных порядках и злоупотреблениях начальства, а также на тему женского образования.
Им были написаны:
- «Роковое недоразумение. Еврейский вопрос, его мировая история и естественный путь к разрешению» (1891)
- «В глуши: Повесть в 3 ч.» (1893)
- «Барон Н. А. Корф, его жизнь и общественная деятельность Архивная копия от 18 февраля 2020 на Wayback Machine» (1893. — Жизнь замечательных людей. Биографическая библиотека Ф. Павленкова. Вып. 116)
- «К. Д. Ушинский, его жизнь и педагогическая деятельность» (1893. — Жизнь замечательных людей. Биографическая библиотека Ф. Павленкова. Вып. 117)
- «Барон Николай Александрович Корф в письмах к нему разных лиц» (1895)
- «А. В. Суворов, его жизнь и военная деятельность» (1899. — Жизнь замечательных людей. Биографическая библиотека Ф. Павленкова. Вып. 206)
- «Мужик. До освобождения крестьян. Роман» (1901)

Песковским было написано предисловие к переводу неоднократно переиздававшейся книги: Записки школьника = (Cuore) / [Соч.] Эдмунда де Амичис (1892. — Золотая библиотека); 5-е изд. —1912.